# Castillo de Turégano
El castillo de Turégano es una fortaleza del siglo XII, situada sobre un promontorio que domina la villa española de Turégano, en la provincia de Segovia. Constituye la imagen más representativa de la localidad y símbolo del pueblo. Es Monumento Nacional desde 1931 y está declarado bien de interés cultural.

## El castillo

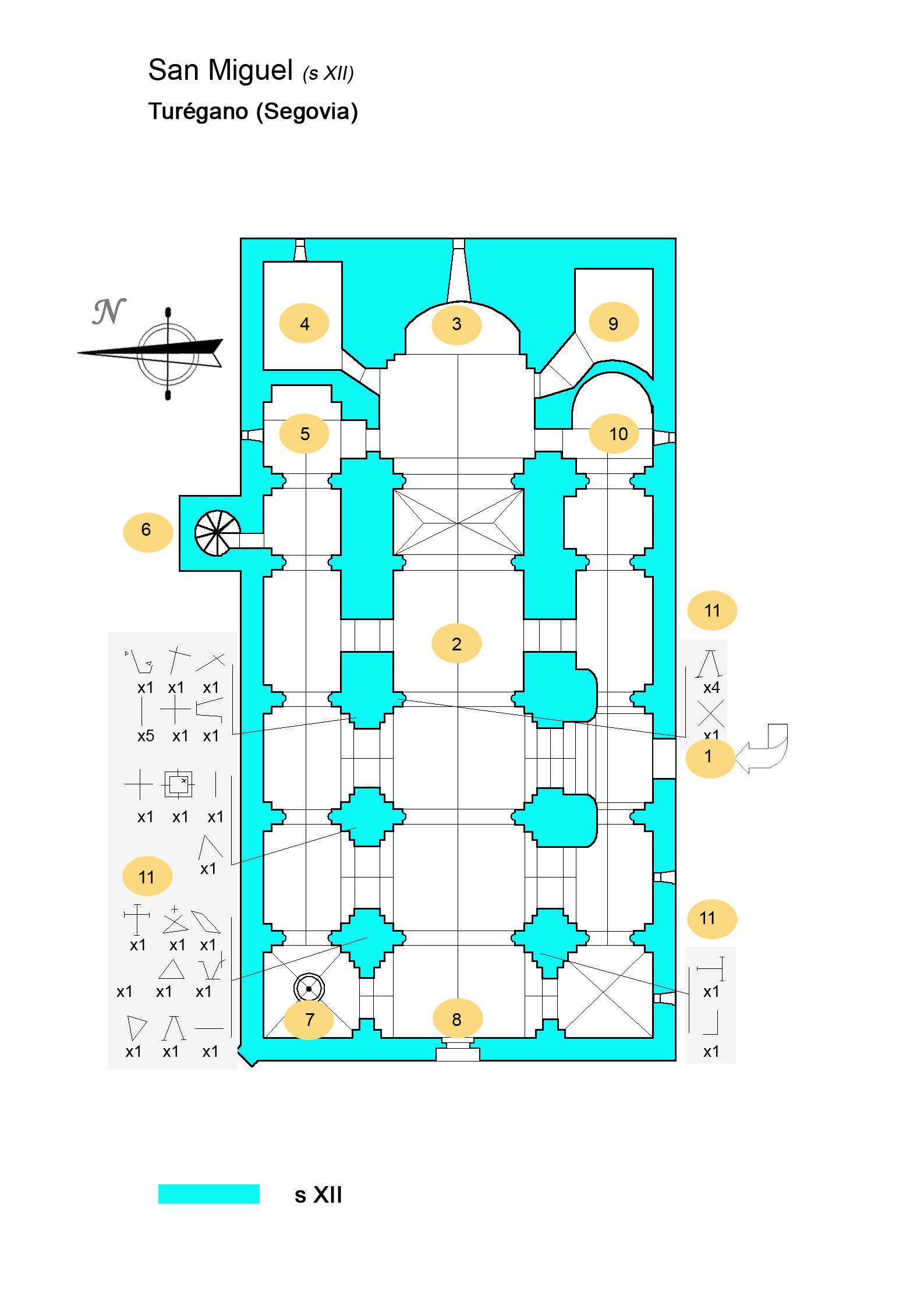
Planta de la iglesia de San Miguel. 3 Ábside, 4 Sacristía,5 Capilla de la Virgen del Rincón, 6 Escalera al campanario, 9 Mazmorra de Antonio Pérez, 10 Capilla del Cristo del Amparo, 11 Marcas de canteros

Está emplazado en un promontorio que le confiere una función defensiva. Data de tiempos celtíberos [cita requerida]. Hubo una construcción medieval con torres sobre la que se especula que fue de origen árabe; de esta época se conservan algunas torres y muros de tapial en lado norte del exterior del castillo.
Posteriormente el obispo Pedro de Agén, a finales del siglo XII inició la construcción, en este espacio fortificado, de la iglesia de San Miguel, de estilo románico.
En torno al templo se levantó la fortaleza-palacio a partir de 1471 a iniciativa del obispo Arias Dávila, que se ampliará en diversas ocasiones. Más adelante, en el siglo XVI se perfeccionó la fortaleza con muros, acondicionados para la defensa con armas de fuego, y  reforzados con torres cilíndricas.
En 1585 estuvo preso en este castillo Antonio Pérez, secretario del rey Felipe II. Sus partidarios planearon su fuga, y para ello se establecieron en el cercano pueblo de Muñoveros. Estos consiguieron entrar en el castillo, pero la astucia del alcalde les convenció para que desistieran de su intento.
En 1703 se levantó la espadaña barroca, que remata la fachada sur del castillo.
En 1994 la diócesis de Segovia concedió al Ayuntamiento de Turégano el uso y disfrute del castillo, excepto la iglesia de san Miguel, por treinta años prorrogables.

## Iglesia de San Miguel
Consta de tres naves, las laterales son más antiguas, se construyeron en el siglo XII, en estilo románico; y la central, más ancha, está cubierta por bóveda de cañón apuntada, que anuncia el gótico. Tiene cuatro tramos, marcados por arcos fajones que descansan sobre columnas adosadas. Los capiteles presentan motivos figurativos y vegetales. Presenta puertas en los  muros sur y oeste

## Galería de imágenes

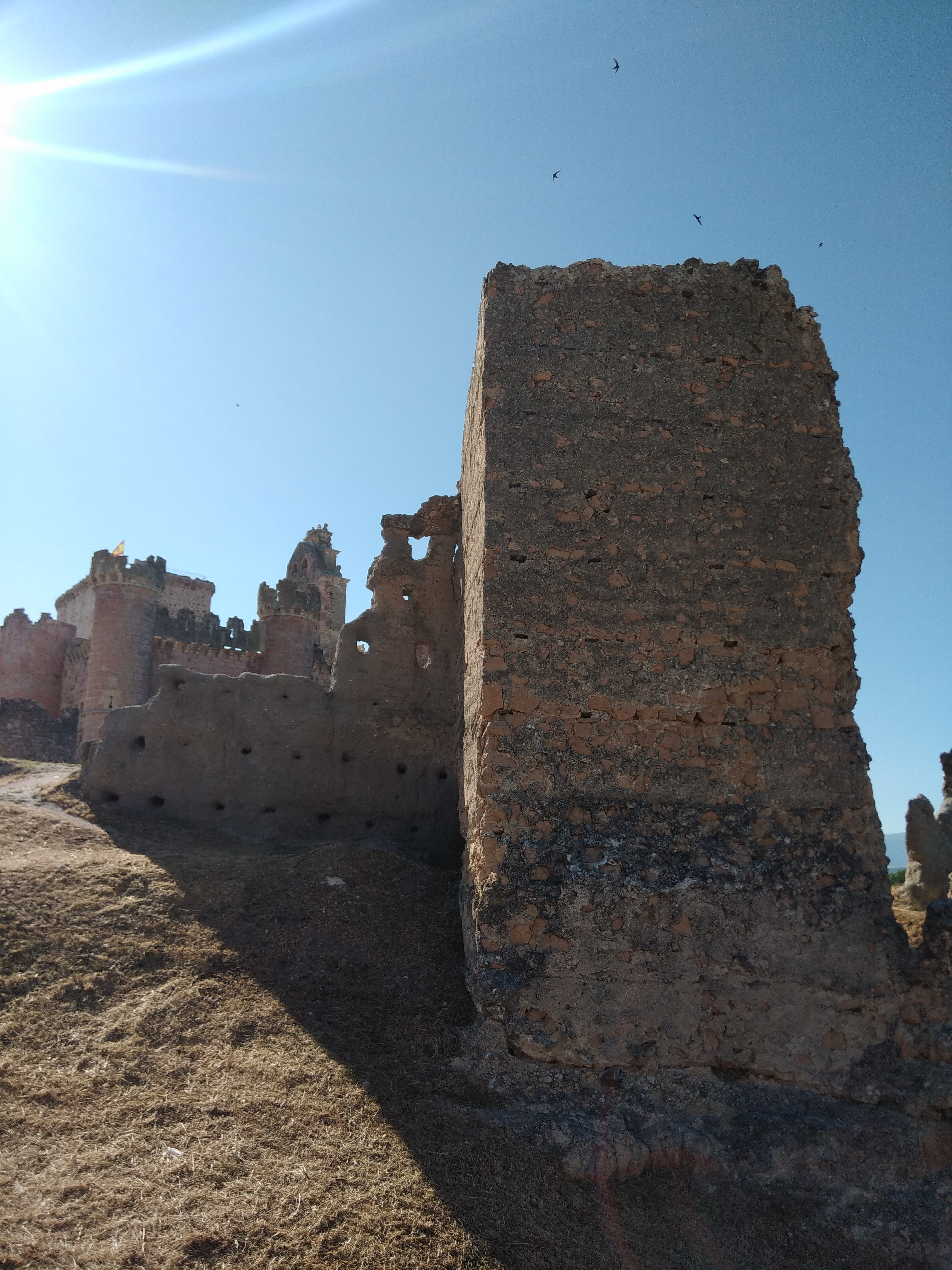
Muralla primitiva
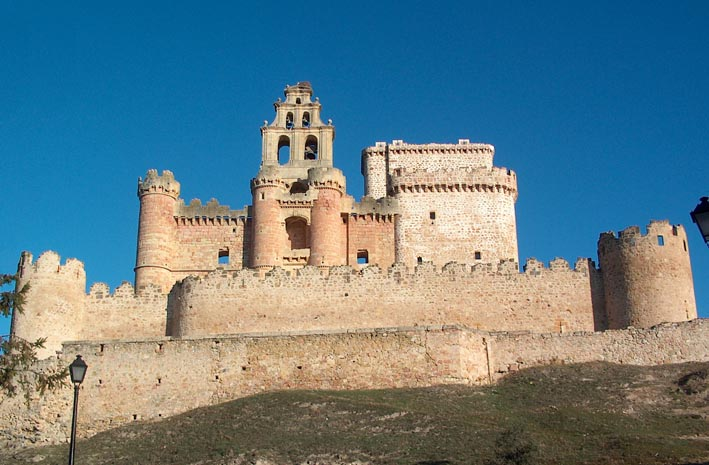
Vista desde el sur
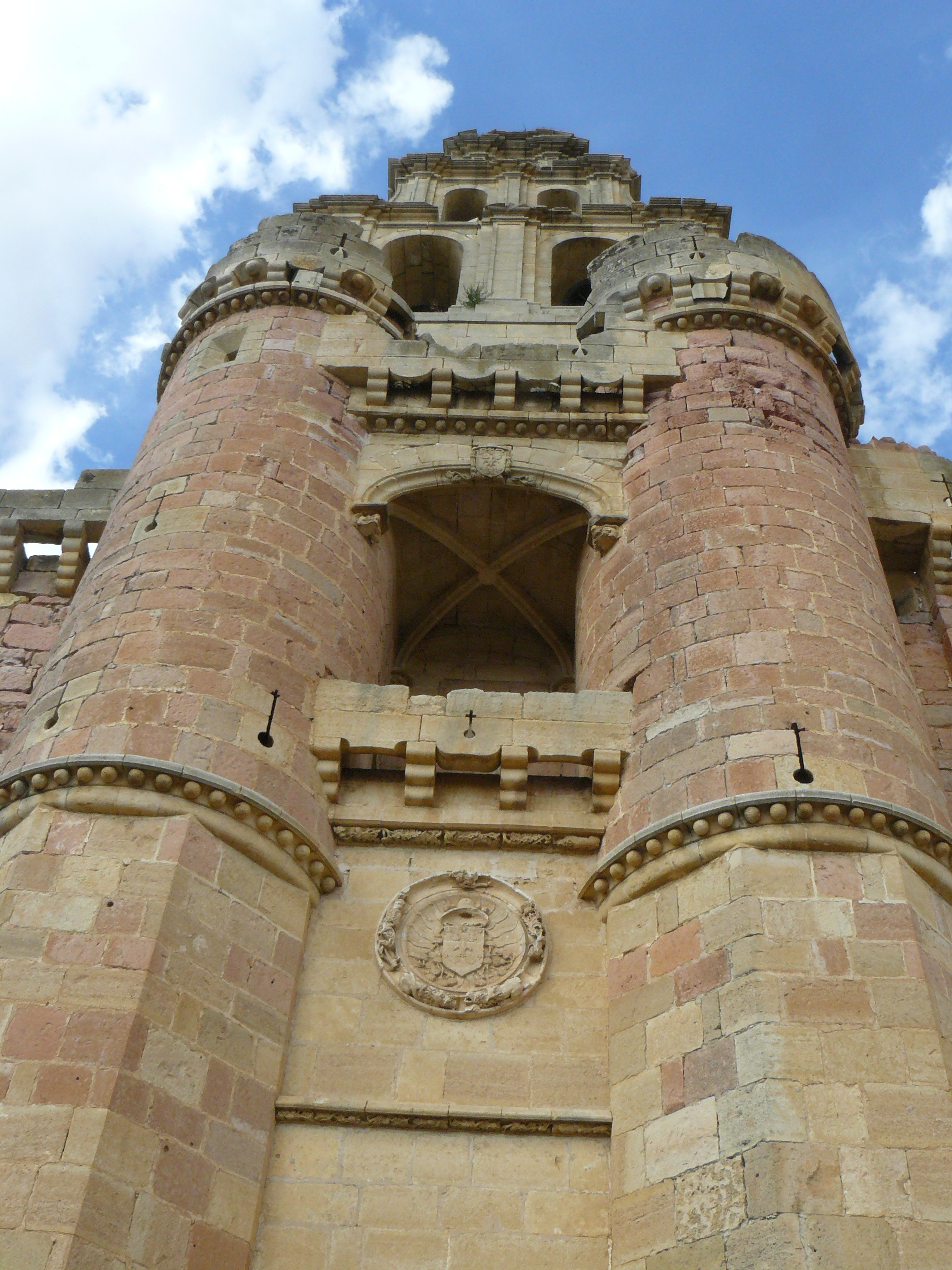
Puerta principal y espadaña
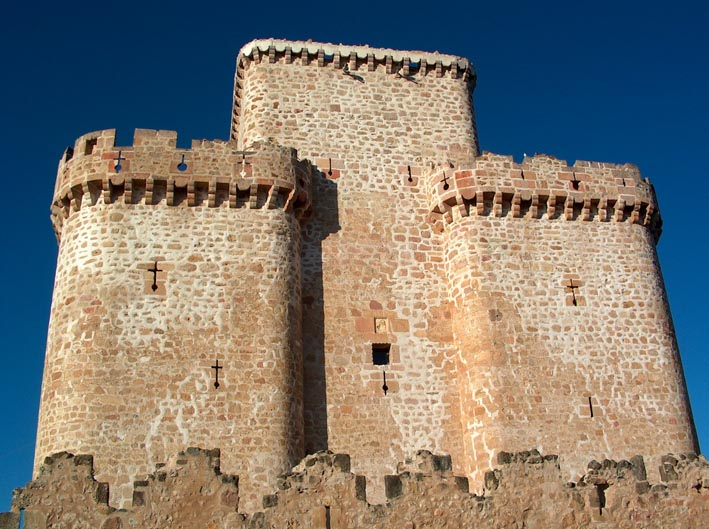
Torre del homenaje
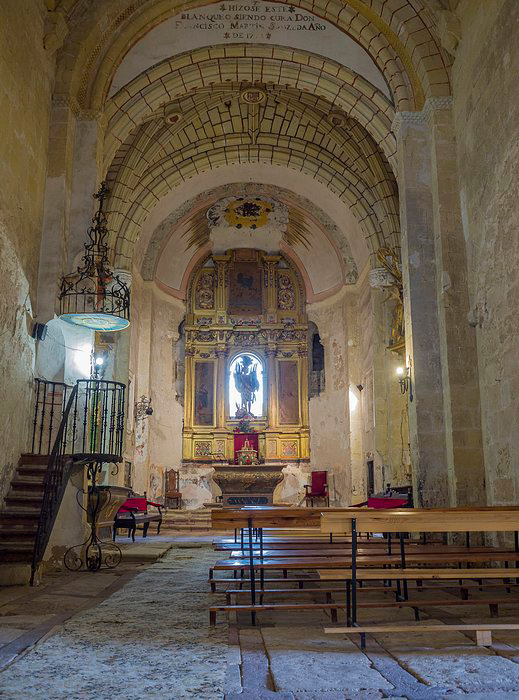
Nave central de la iglesia de San Miguel
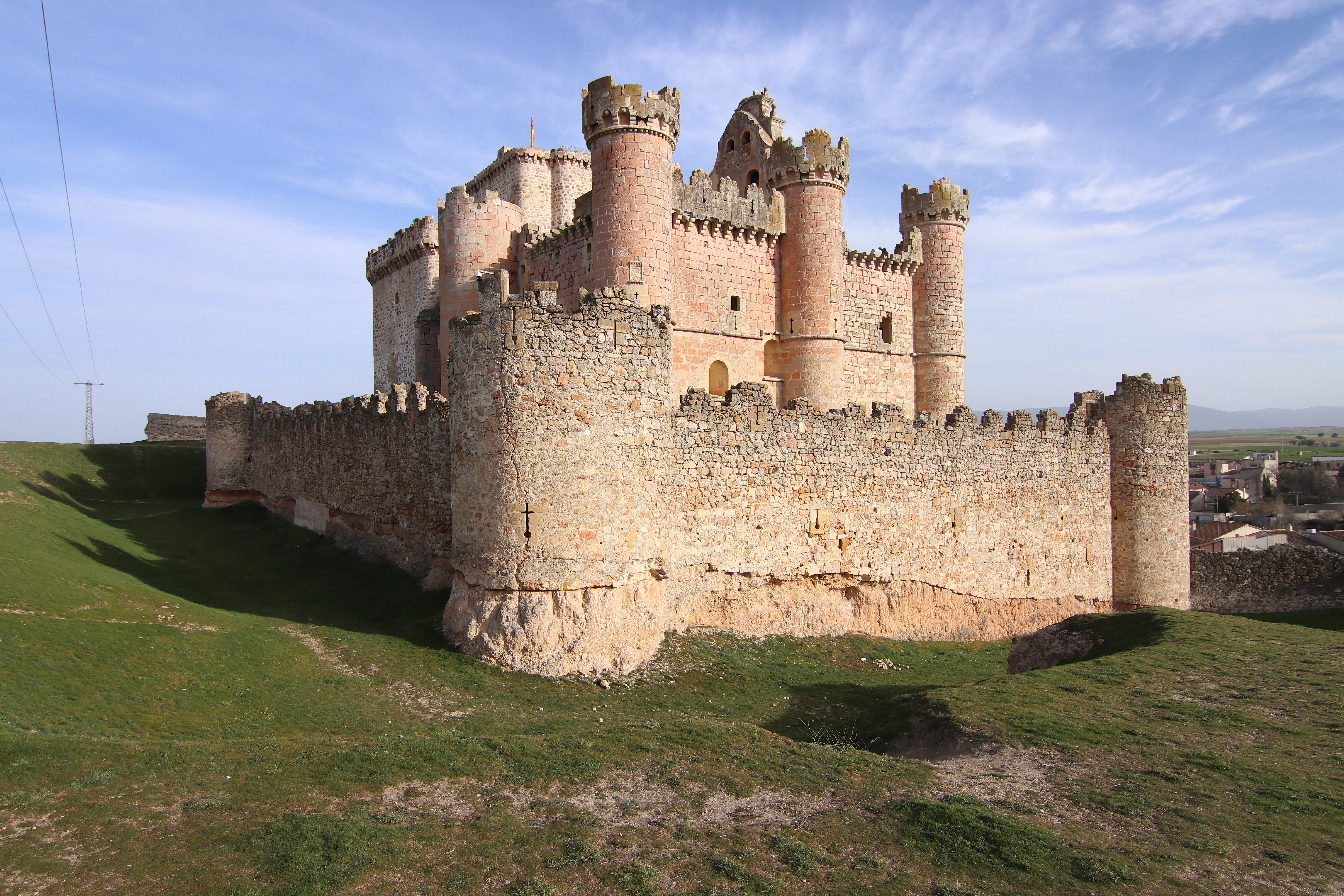
Castillo de Turégano, vista desde el noroeste
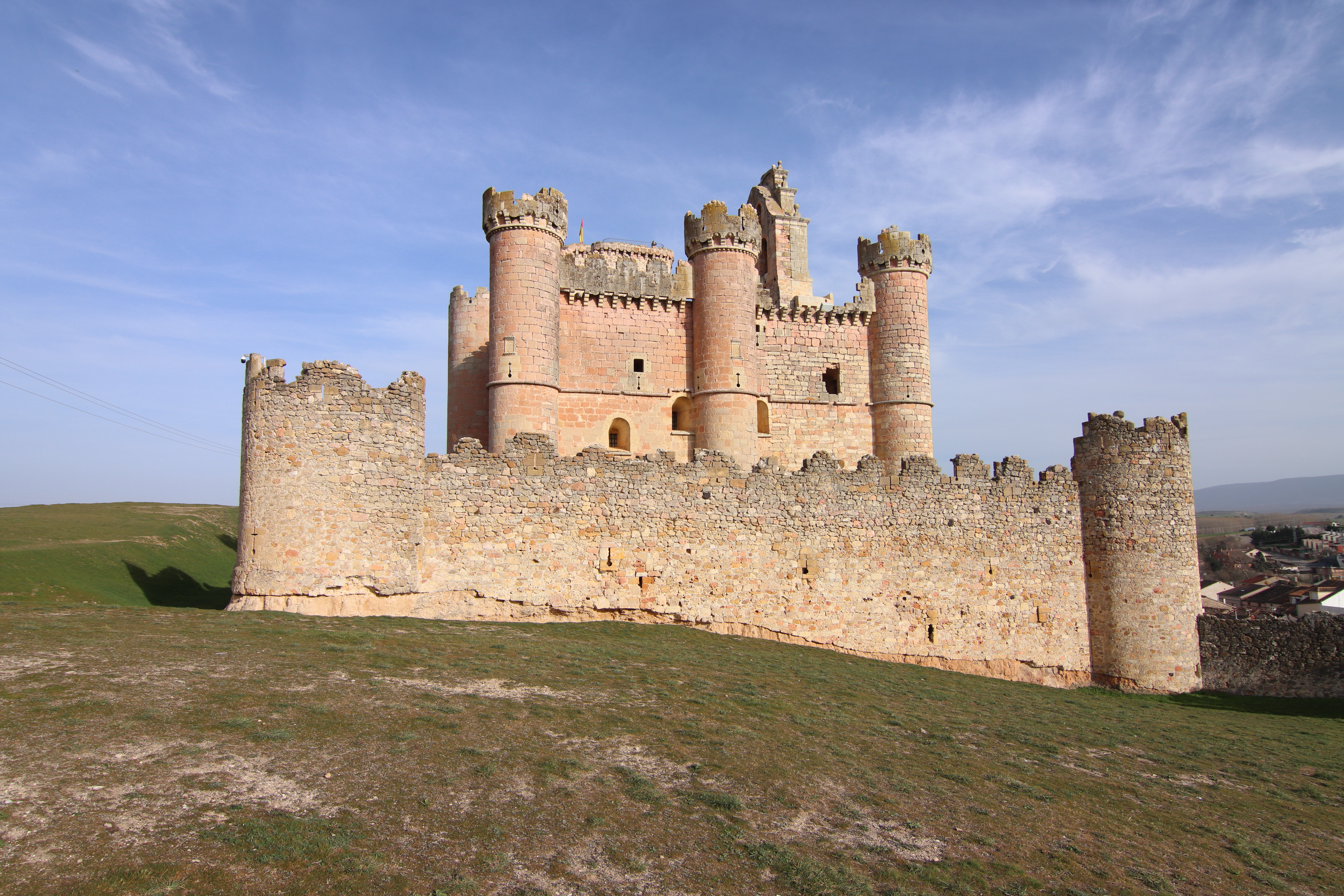
Castillo de Turégano, vista desde oeste